# Sinobirma
Sinobirma is een geslacht van vlinders van de familie nachtpauwogen (Saturniidae), uit de onderfamilie Saturniinae.

## Soorten
- S. excavus Lane, 1995
- S. malaisei (Bryk, 1944)